# Rotbuche Rotermundstraße 24
Die Rotbuche Rotermundstraße 24 in Hannovers Stadtteil Vahrenwald wird als Naturdenkmal unter der Nummer ND-H 241 geführt. Nach seiner Art gehört der Baum zu den Rotbuchen (Fagus sylvatica).
Die Stadt Hannover hat den Baum im Jahr 1987 unter der Nummer ND-HS 34 unter Schutz gestellt. Die nach dem Niedersächsischen Kommunalverfassungsgesetz inzwischen für die Aufgaben der unteren Naturschutzbehörde zuständige Region Hannover. ordnete die Naturdenkmale im Jahr 2010 neu und begründete die Unterschutzstellung dieses Baumes in einer Sammelverordnung mit dieser Beschreibung:
Die Rotbuche im hinteren Gartenteil des Grundstücks Rotermundstr. 24 hat eine stark verzweigte, schirmförmige Krone. Sie ist ein auffallendes Element in der heute mehr durch städtisch wirkende Wohnbebauung geprägten Umgebung.
und nannte als Schutzzweck:
Die wegen ihrer Größe seltene und schön gewachsene Rotbuche steht auf dem ehemaligen Hof der alteingesessenen Bauernfamilie Rotermund. Sie erinnert an die dörfliche Vergangenheit Vahrenwalds.
Den Standort beschreibt die Verordnung:
Stadtteil Vahrenwald, im Nordwesten des Grundstücks Rotermundstr. 24
und nennt als Flurdaten
Hannover-Vahrenwald, Flur 21, Flurstück 35/43.
Am Eingang zum umzäunten Grundstück ist an einer verzierten, alten Sandsteinsäule mit der eingemeißelten Inschrift „H. Fr. Rotermund“ ein Informationsschild angebracht. Es wurde von der Stadt Hannover ausweislich der verwendeten Postleitzahlen vor 1993 hergestellt und hat diesen Wortlaut:
Buche (Fagus sylvatica), ca. 200 Jahre alt und ca. 20 m hoch, Stammumfang 3,80 m, Kronenbreite 16 m. Zum Naturdenkmal erklärt am 22. April 1987.
Namensgeber der Rotermundstraße ist die Bauernfamilie Rotermund in Vahrenwald, deren Vollmeierhof erstmals 1689 urkundlich erwähnt wurde. Der Hof wurde am 29. November 1944 bei einem Bombenangriff zerstört, der wahrscheinlich dem wenige hundert Meter entfernt gelegenen Continental-Werk galt.
Das Naturdenkmal ist von einem Garagenhof aus zu sehen, dessen frei zugängliche Zufahrt zwischen den Häusern Bugenhagenstraße 4 und 8 ist. Eine Reihe von Ästen des Baumes wurden in jüngerer Zeit erheblich eingekürzt, ein großer Ast ist gleichwohl abgebrochen. Die Südwestseite des Baumes ist vom Fuß an mit weißer Farbe geschützt.